# VFA-147
Lo Strike Fighter Squadron 147 (VFA-147), noto anche come "Argonauts", è uno squadrone di caccia d'attacco della Marina degli Stati Uniti con sede presso la base aerea di Iwakuni, Giappone. Il VFA-147 è stato istituito il 1º febbraio 1967 ed è equipaggiato con gli F-35C Lightning II, diventando il primo squadrone d'attacco F-35 attivo nella storia della marina statunitense.

## Insegne e soprannome
Le insegne dello squadrone furono approvate dal capo delle operazioni navali il 30 giugno 1967. Lo squadrone prende il nome da Giasone e gli Argonauti, un gruppo di eroi della mitologia greca.

## Storia

### Anni '60

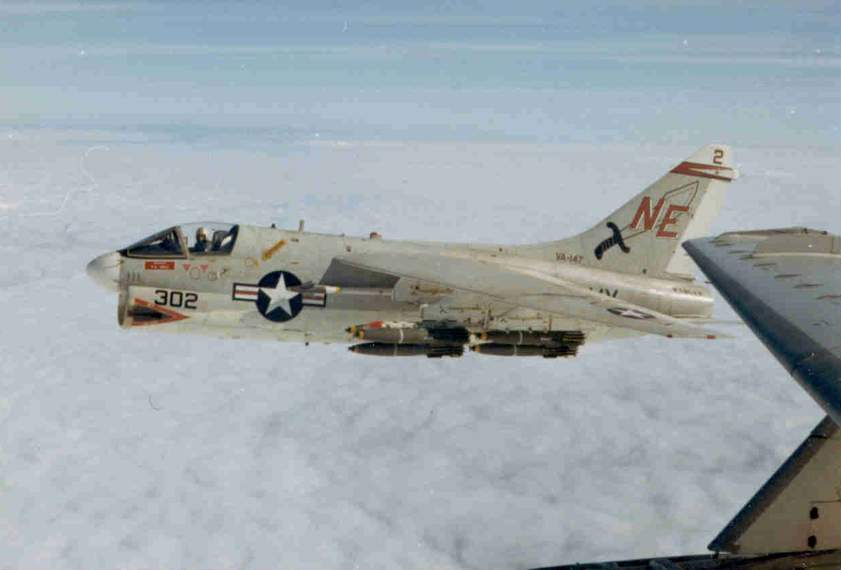
Un A-7A del VA-147 sul Vietnam nel 1968/1969.

Il VFA 147 venne commissionato come primo squadrone A-7 Corsair II della Marina degli Stati Uniti il 1º febbraio 1967 al NAS Lemoore. Lo squadrone ricevette il suo primo A-7A il 28 giugno 1967. Venne assegnato al CVW-2 e nel dicembre 1967 lo squadrone effettuò le sue prime missioni di combattimento dalla USS Ranger, colpendo obiettivi nel Vietnam del Nord. Lo squadrone si dispiegò per un totale di cinque volte a sostegno della guerra del Vietnam.
Nel gennaio 1968, mentre si imbarcava sulla Ranger, lo squadrone volò in missioni di supporto durante l'assedio a Khe Sanh. Il 23 gennaio 1968 al CVW-2 venne ordinato di trasferirsi nel Mar del Giappone in seguito alla cattura della USS Pueblo, da parte della Corea del Nord.
Nel settembre 1969 lo squadrone si convertì all'A-7E.

### Anni '70
Il VA-147 si schierò in Vietnam a bordo della USS America nel 1970 e della USS Constellation nel 1971-72. Dall'aprile 1972 in risposta all'offensiva di Pasqua. Lo squadrone partecipò all'operazione Freedom Train, a svariate sortite aeree tattiche contro obiettivi militari e logistici nel Vietnam del Sud e nella parte meridionale del Vietnam del Nord.
Nel novembre del 1974, il VA-147 si imbarcò sulla USS Constellation, che in quel momento operava nel Golfo Persico. Era la prima volta in 26 anni che un Carrier Air Wing americano entrava e operava nel Golfo Persico. Lo squadrone vinse il Battle "E" Award nel 1977 come miglior squadrone della flotta del Pacifico.

### Anni '80

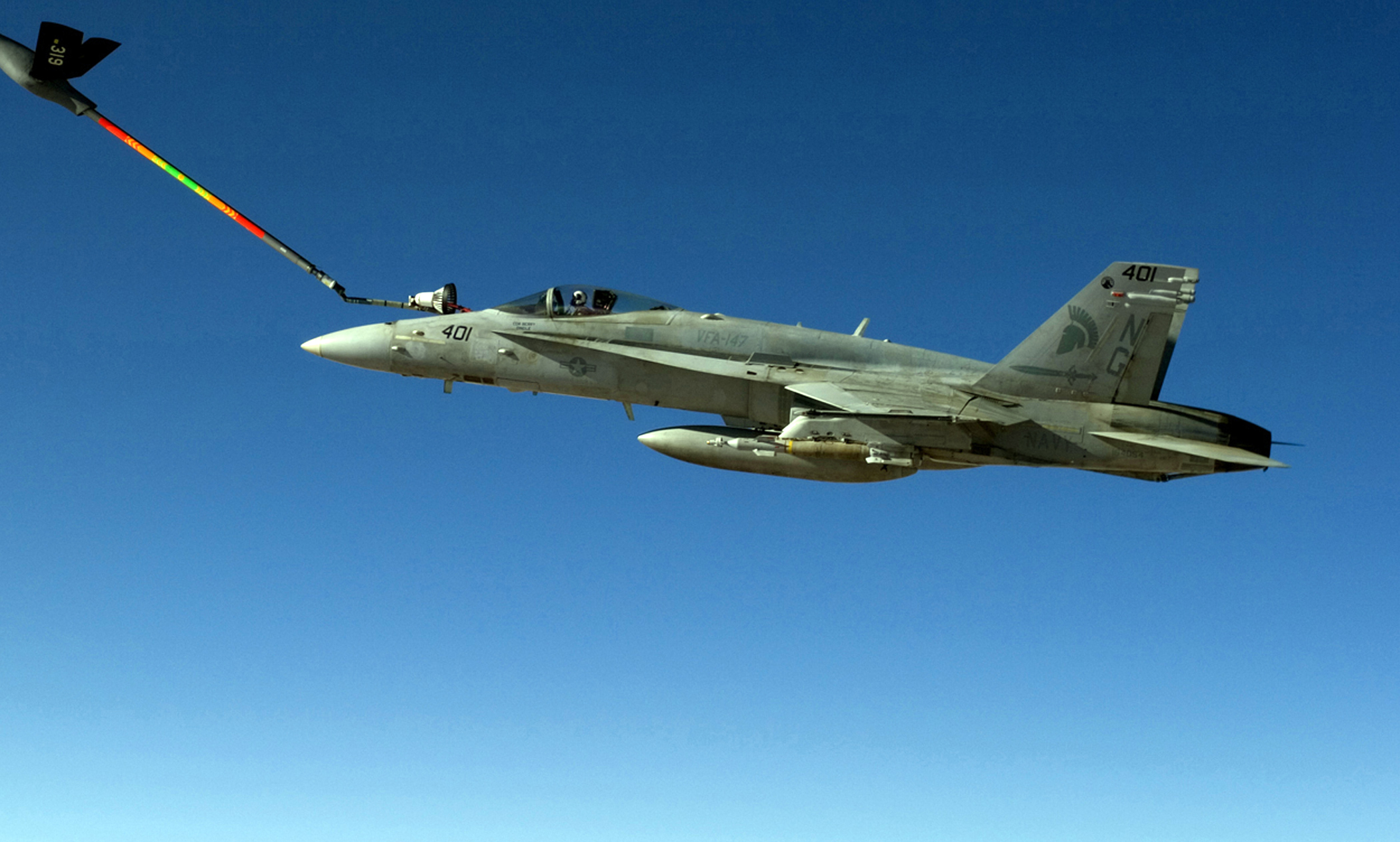
Un F/A-18C del VFA-147 che si rifornisce in volo nel 2005.

Il VA-147 venne schierato a bordo della USS Constellation nel 1980 e dal 1981 al 1982. Durante questi schieramenti, lo squadrone rimase al NAS Cubi Point come distaccamento sulla spiaggia del CVW-9 come parte del "Concetto Swing Wing" durante la maggior parte del dispiegamento sulla Constellation.
Tra il gennaio 1984 e il giugno 1987, lo squadrone si schierò tre volte a bordo della USS Kitty Hawk.
Nel settembre del 1988, mentre era imbarcato nel primo dei due schieramenti della USS Nimitz, il VA-147 operò nel Mar del Giappone a sostegno dei Giochi olimpici estivi del 1988 a Seoul, in Corea del Sud.
Lo squadrone è stato ribattezzato Strike Fighter Squadron 147 (VFA-147) il 20 luglio 1989 ed è passato all'F/A-18C Hornet sotto l'istruzione del VFA-125. Lo squadrone ha ricevuto il suo primo Hornet LOT XII "Night Attack" nel dicembre 1989.

### Anni '90
Lo squadrone venne schierato nel Golfo Persico nel marzo 1991 a sostegno dell'operazione Desert Storm durante le operazioni di ritiro delle truppe. Sono diventati il primo squadrone F/A-18 operativo della Marina ad impiegare i baccelli Navigational Forward Looking Infra-Red (NAV FLIR) e occhiali per la visione notturna.
Nel maggio del 1998 lo squadrone scambiò i suoi Hornet del lotto XVI con Hornet del lotto XI da VFA-195.

### Anni 2000

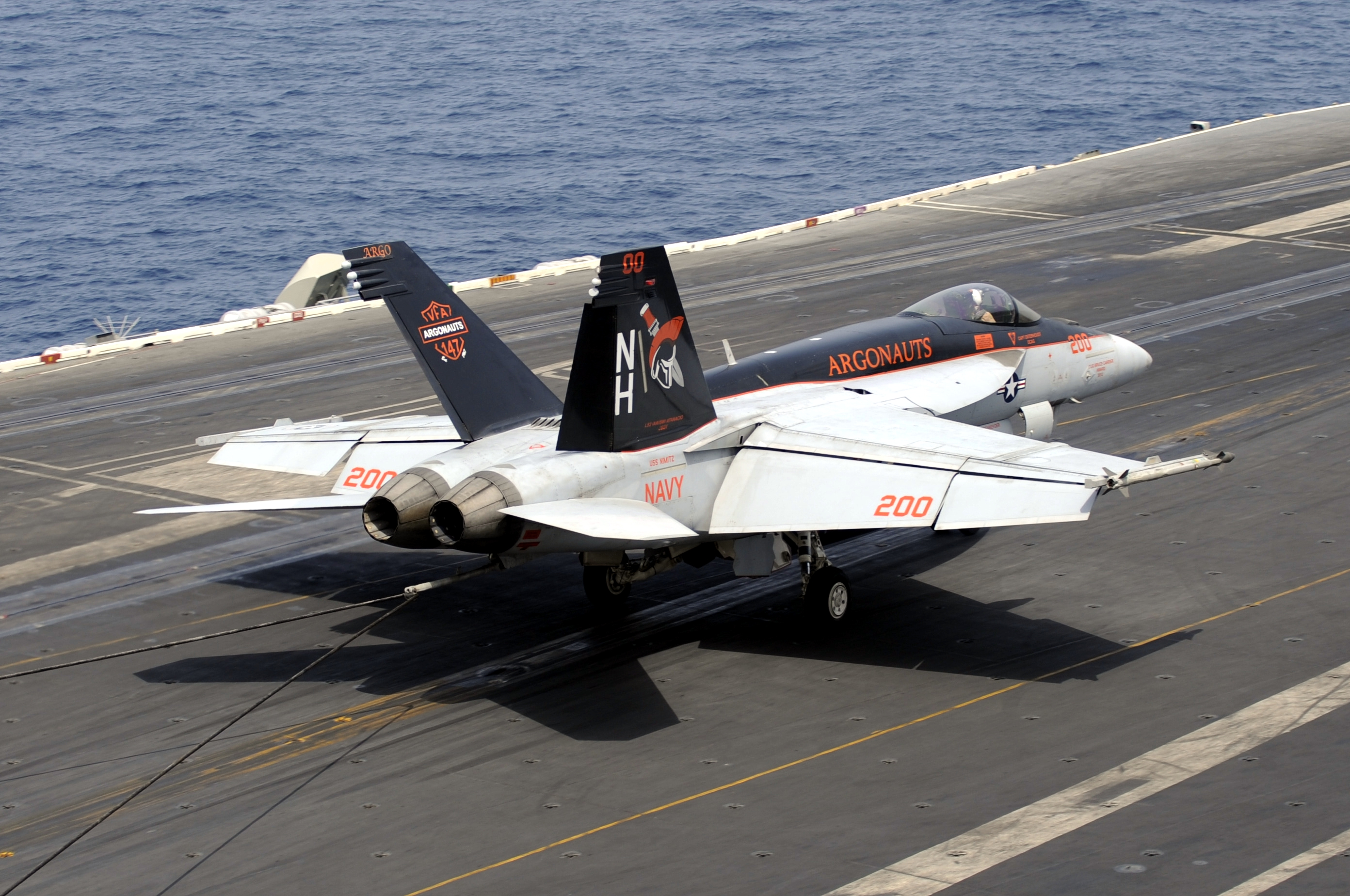
Un F/A-18E del VFA-147 che atterra sulla USS Nimitz nel Golfo di Oman, 2013.

Dopo gli attacchi dell'11 settembre, lo squadrone partecipò all'operazione Noble Eagle, volando su Los Angeles dalla USS John C. Stennis. Lo squadrone si schierò a bordo della USS John C. Stennis a sostegno dell'Operazione Enduring Freedom, conducendo numerosi attacchi in Afghanistan contro i talebani e le forze di Al-Qaeda. Durante queste missioni, il VFA-147 contribuì a perfezionare l'impiego delle munizioni per attacco diretto congiunte.
Il VFA-147 ricevette il Battle E Award 2002, riconoscendolo come il miglior squadrone del Pacific Strike Fighter Wing. Il 17 gennaio 2003 venne schierato a bordo della USS Carl Vinson nel Pacifico occidentale per un dispiegamento durato 8 mesi nel Mar Cinese Meridionale e nel Pacifico occidentale.

Lo squadrone iniziò la transizione agli F/A-18E Super Hornets nell'ottobre 2007 e la completò nel febbraio 2008. Il 13 gennaio 2009, il VFA-147 e il CVW-9 vennero schierati a bordo della USS John C. Stennis per uno schieramento programmato nel Pacifico occidentale.

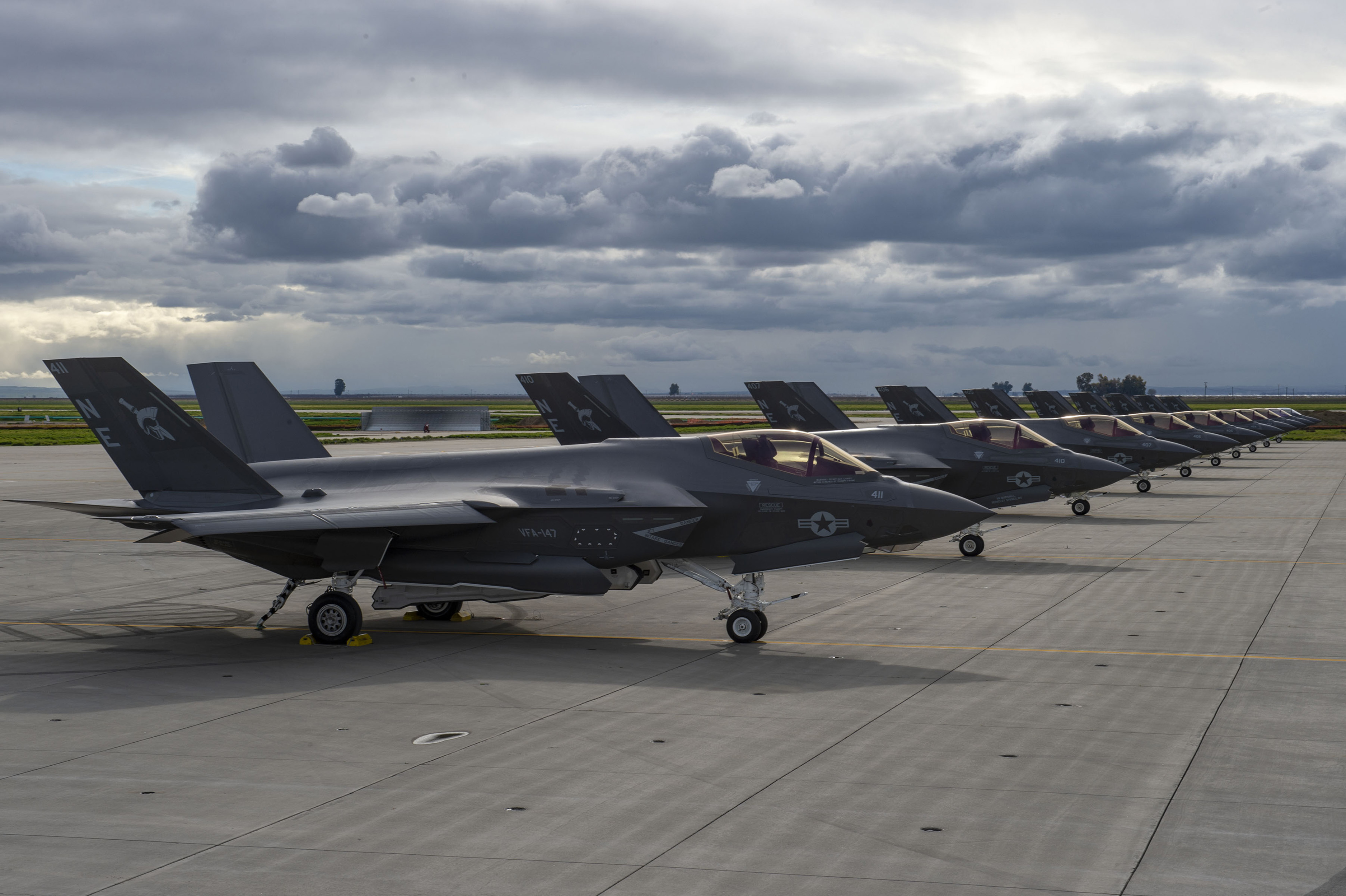
Gli F-35C del VFA-147 al NAS Lemoore, nel febbraio 2019.

Dopo 40 anni dall'assegnazione al CVW-9, il VFA-147 venne assegnato al CVW-14 a bordo della USS Ronald Reagan per due schieramenti nel 2010 e nel 2011. L'anno successivo, lo squadrone venne schierato con il CVW-11 a bordo della USS Nimitz. Il VFA-147 partecipò all'esercitazione RIMPAC 2012 e iniziò una distribuzione programmata nel Pacifico occidentale e nell'Oceano Indiano il 30 marzo 2013. Dopo 2 estensioni e dopo aver sostenuto l'Operazione Enduring Freedom, il VFA-147 tornò a casa il 12 dicembre 2013.
Il VFA-147 venne selezionato per essere il primo squadrone operativo a passare all'F-35C nel gennaio del 2018.  Il 1º marzo 2019, venne annunciato che il VFA-147 sarebbe stato trasferito dal Carrier Air Wing 11 al Carrier Air Wing 2 per il prossimo schieramento della USS Carl Vinson. La Carl Vinson lasciò San Diego per il suo schieramento il 3 agosto 2021, tornando il 14 febbraio 2022.
Lo squadrone doveva quindi intraprendere un dispiegamento con il Carrier Air Wing Seven prima di essere trasferito alla Carrier Air Wing Five presso MCAS Iwakuni, in Giappone. Ciò rese il VFA-147 il primo squadrone di F-35C schierato più ad ovest della Marina degli Stati Uniti.

## Galleria d'immagini

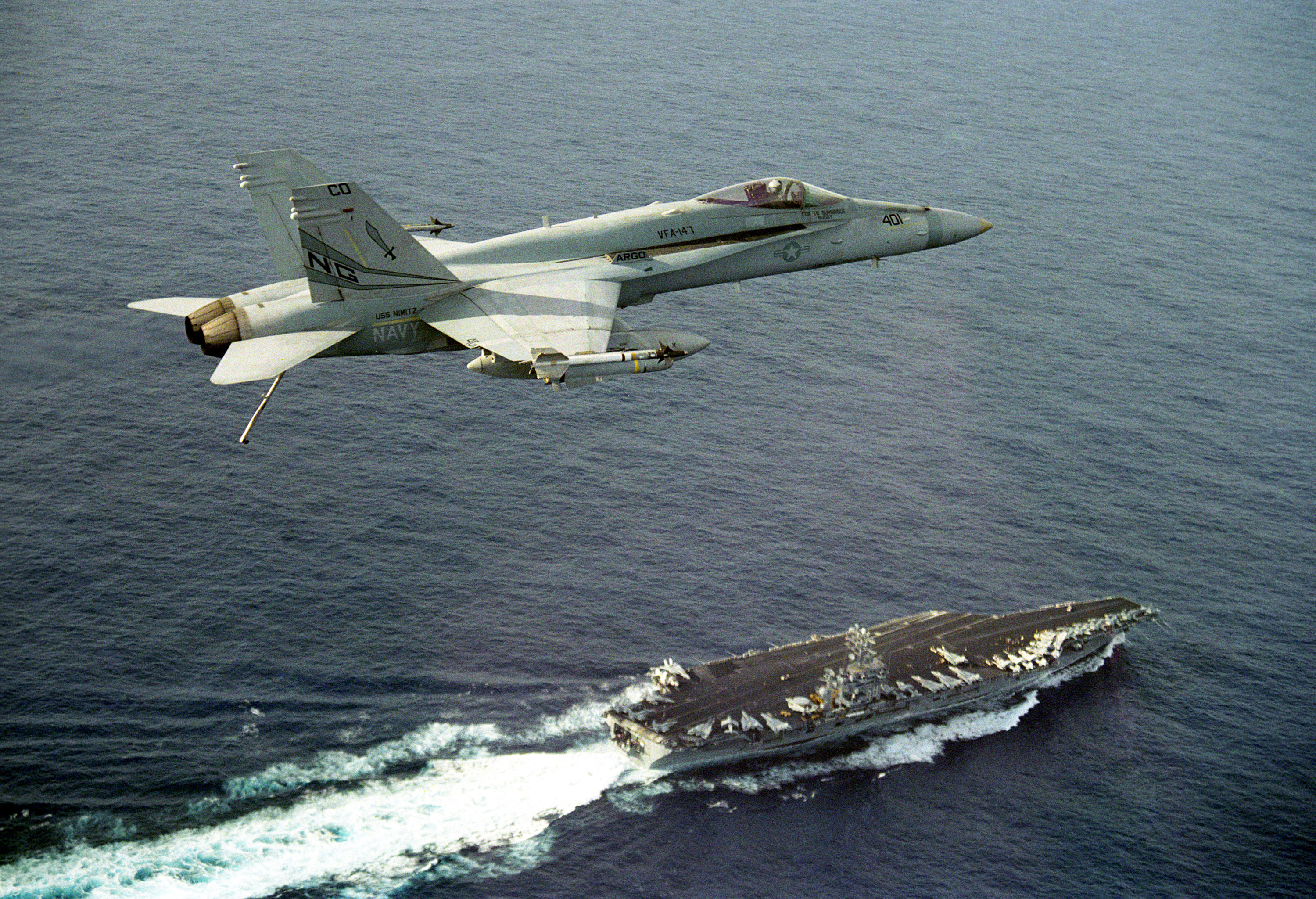
Un F-18C Hornet del VFA-147 che sorvola la USS Nimitz, 1996.
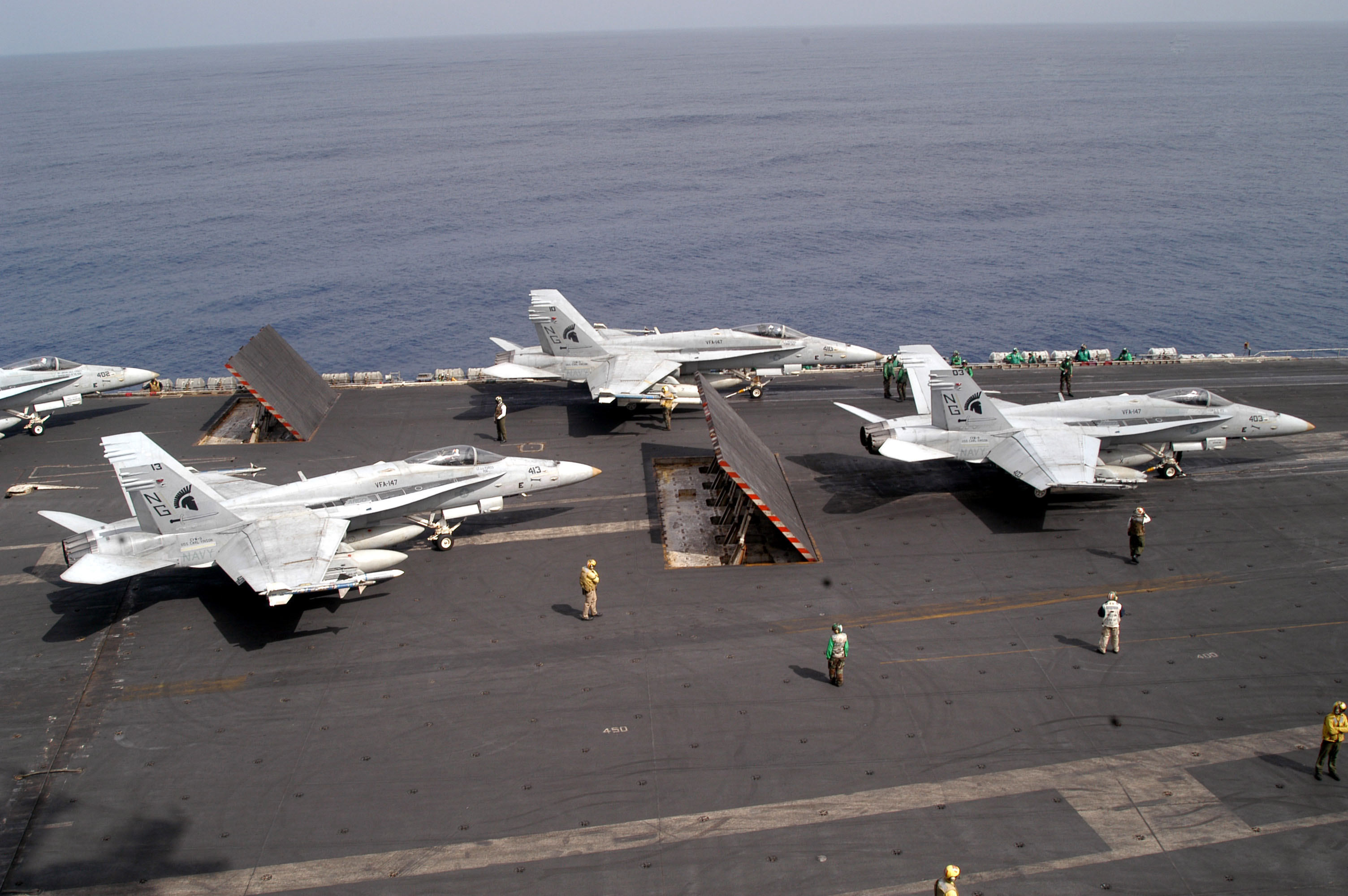
Degli F-18C Hornet degli "Argonauts" in posizione per il lancio dalle catapulte della USS Carl Vinson, 2003.
Un F/A-18E del VFA-147 atterra sul ponte di volo della portaerei USS Nimitz nel golfo di Oman il 15 giugno 2013.
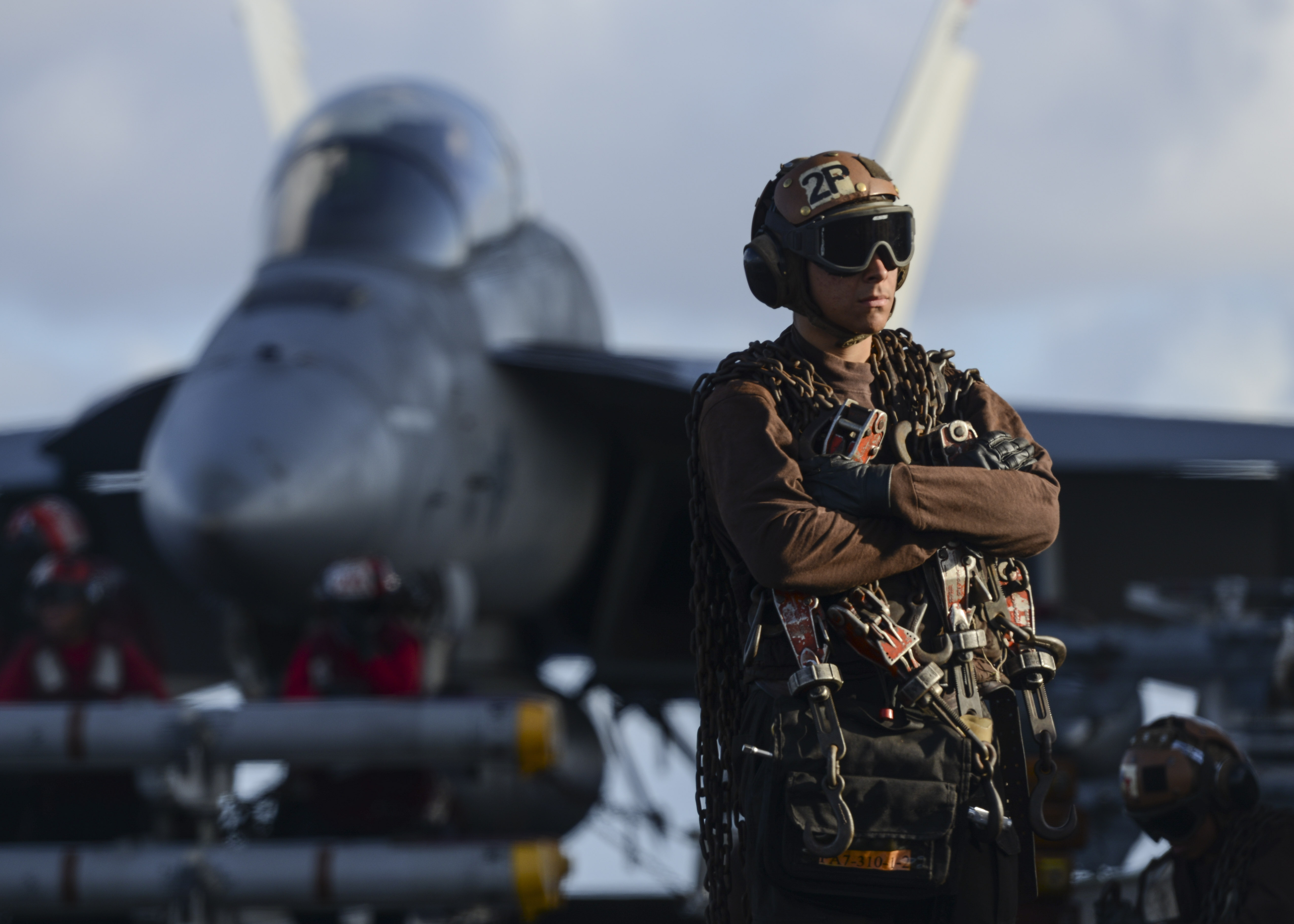
Airman Luis Aguilera assegnato del VFA-147 osserva le operazioni di volo sul ponte di volo a bordo della portaerei USS Nimitz, 2017.
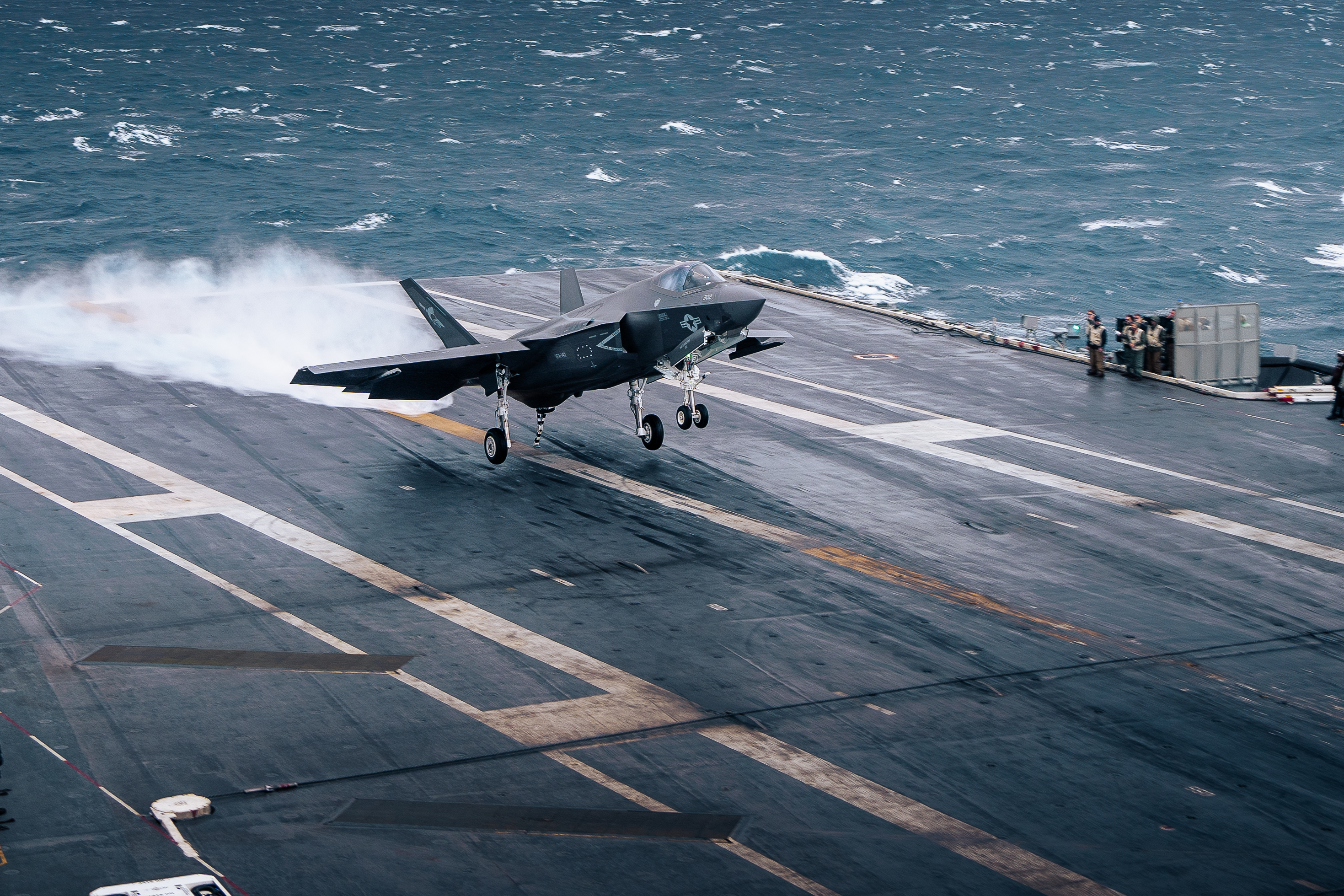
Un F-35C Lightning II del VFA-147 atterra sul ponte di volo della USS George Washington, 2023.